# Louan Gideon
Louan Gideon, född 12 november 1955 i Erath County, Texas, död 3 februari 2014 Asheville, North Carolina, var en amerikansk skådespelare. Hon är känd från bland annat Search for Tomorrow och The Secret World of Alex Mack. År 1997 spelade hon Mrs. Hamilton i Seinfeld-avsnittet "The Millennium".